# Budne-Żarnowo
Budne-Żarnowo [ˈbudnɛ ʐarˈnɔvɔ] est un village polonais de la gmina de Goniądz dans le powiat de Mońki et dans la voïvodie de Podlachie. Il se situe à environ 3 kilomètres au nord-ouest de Goniądz, à 14 kilomètres au nord-ouest de Mońki et à 53 kilomètres au nord-ouest de Bialystok. 
Le village compte approximativement 70 habitants.